# Цеслюк, Владимир Павлович
Влади́мир Па́влович Цеслю́к (25 сентября 1913, Минск — 22 января 1977, там же) — белорусский советский оператор документального кино, фронтовой кинооператор в годы Великой Отечественной войны. Заслуженный деятель искусств БССР (1965).

## Биография
Родился в Минске в семье рабочего. В 1933 году окончил Техникум циркового искусства в Москве. С апреля того же года работал помощником и ассистентом оператора на киностудии «Советская Белоруссия» в Ленинграде, а с 1935 года — оператором. Затем перешёл на Минскую студию хроникально-документальных фильмов.
С началом Великой Отечественной войны был призван в действующую армию в качестве кинооператора. Снимал боевые операции битвы за Москву, с мая 1942 года работал в киногруппе Западного фронта. В 1943—1944 годах забрасывался в тыл к белорусским партизанским формированиям. С октября 1944 года был в киногруппе 4-го Украинского фронта и в группе ВВС, для чего освоил специальность воздушного стрелка. Окончил войну в звании инженер-капитан.

Могила В. П. Цеслюка на Чижовском кладбище

С августа 1945 года вновь на Минской студии хроникально-документальных фильмов (с 1946 года — «Беларусьфильм»), с 1960-х годов и как режиссёр. Является автором сюжетов для кинопериодики: «На защиту родной Москвы», «Новости дня», «Пионерия», «Советский воин», «Союзкиножурнал», «Хроника наших дней». Снятая Цеслюком военная кинохроника применялась во многих документальных фильмах о Великой Отечественной войне, в том числе в киноэпопее «Великая Отечественная».
Член КПСС с 1953 года, член Союза кинематографистов СССР с 1957 года.
Скончался 22 января 1977 года, похоронен на Чижовском кладбище Минска.

### Семья
Был женат. Сын — Владимир Владимирович Цеслюк  (род. 1941), оператор, режиссёр; автор документального фильма «От зорь июньских» (2000; «Белвидеоцентр»), посвящённого фронтовым кинооператорам Великой Отечественной войны.

## Фильмография
Оператор
- 1936 — Ударом на удар (в соавторстве)
- 1939 — Воля народа (в соавторстве)
- 1939 — На освобождённой земле
- 1940 — Земля без ярма
- 1941 — XXIV Октябрь (в соавторстве)
- 1942 — День войны (в соавторстве)
- 1942 — Разгром немецких войск под Москвой (в соавторстве; нет в титрах)
- 1945 — Освобождение Советской Белоруссии (в соавторстве)
- 1945 — Освобожденная Чехословакия (в соавторстве)
- 1945 — Праздник воссоединения (в соавторстве)
- 1945 — Процесс над немцами в Белоруссии (в соавторстве)
- 1946 — Избранники народа (в соавторстве)
- 1946 — Малые реки (в соавторстве)
- 1946 — Суд народов (в соавторстве; нет в титрах)
- 1947 — Великий день (в соавторстве)
- 1947 — Новоселье (в соавторстве)
- 1948 — Советская Белоруссия (в соавторстве)
- 1949 — 30 лет БССР (в соавторстве)
- 1949 — Счастье народа (в соавторстве)
- 1951 — Голос белорусского народа (в соавторстве)
- 1952 — География БССР
- 1953 — Великое прощание (не выпущен; в соавторстве)
- 1954 — Пребывание делегации Польской Народной Республики в БССР (в соавторстве)
- 1955 — Совхоз «Рось
- 1956 — Машиностроение в БССР
- 1957 — В одной семье (совместно с М. Беровым)
- 1957 — Странички истории Минска (совместно с М. Беровым)
- 1958 — Беларусь индустриальная (совместно с М. Беровым)
- 1958 — Пребывание в Белоруссии первого секретаря ЦК КПСС Н. С. Хрущёва (в соавторстве)
- 1959 — Правда о сектантах-пятидесятниках (совместно с В. Пужевичем)
- 1960 — Всё для детей
- 1960 — Дорога голубого огня
- 1960 — На родной земле (совместно с Ю. Иванцовым)
- 1960 — Песни от сердца
- 1960 — Руками людей
- 1960 — Случай на перекрёстке
- 1961 — Болгарские встречи
- 1961 — В гостях у друзей (совместно с М. Беровым)
- 1961 — Встреча героев Бреста (в соавторстве)
- 1961 — Девушка с Подолесья
- 1961 — Мир нужен всем (в соавторстве)
- 1961 — Нам жить при коммунизме (в соавторстве)
- 1961 — Репортаж одного дня (в соавторстве)
- 1962 — Возмездие
- 1962 — Дочь партии
- 1962 — Следствием установлено
- 1963 — Город становится светлее (совместно с Г. Масальским)
- 1963 — Константин Калиновский
- 1963 — Могилы не молчат (совместно с Н. Горцевым)
- 1964 — Незабываемое (в соавторстве)
- 1964 — Экран, время, жизнь (совместно с В. Пужевичем)
- 1965 — День великой Победы (в соавторстве)
- 1965 — На старте сильнейшие (в соавторстве)
- 1965 — Песня остаётся с нами (в соавторстве)
- 1965 — Ярмарка в Лейпциге (совместно с В. Шаталовым)
- 1966 — Вскрытие
- 1966 — Идёт футбольный матч
- 1966 — По дорогам Белоруссии
- 1966 — Пусть молчат сирены
- 1966 — Это надо знать всем
- 1967 — Дунай, Дунай
- 1967 — На камне, железе и золоте
- 1967 — Праздничный альбом (в соавторстве)
- 1967 — Прогнозы, борьба, медали (в соавторстве)
- 1968 — Борьба и творчество
- 1968 — Девять минут
- 1968 — Колёсные тракторы
- 1968 — Испытание (совместно с Ю. Иванцовым)
- 1968 — Маршрут № 13 (в соавторстве)
- 1968 — На земле белорусской (в соавторстве)
- 1968 — На нашей улицн праздник (в соавторстве)
- 1968 — Нас водила молодость (в соавторстве)
- 1968 — Память сердца (совместно с Ю. Иванцовым)
- 1968 — Штрихи к портрету (в соавторстве)
- 1968 — Эстафета дружеских встреч
- 1969 — Боль моя — Хатынь (в соавторстве)
- 1969 — В добрый путь
- 1969 — Курган (в соавторстве)
- 1969 — Минута молчания (в соавторстве)
- 1969 — На главной площади (в соавторстве)
- 1969 — Сколько счастью лет? (в соавторстве)
- 1969 — Цветы в декабре (в соавторстве)
- 1969 — Четыре дня в Белоруссии (в соавторстве)
- 1970 — Бригада красивых
- 1970 — Весна верности (в соавторстве)
- 1970 — Кто ж вы теперь?
- 1970 — Селькор
- 1970 — С молнией в дружбе
- 1971 — А потом наступил мир
- 1971 — Визит дружбы (совместно с Г. Шингером)
- 1971 — Заря над Бугом (в соавторстве)
- 1971 — Ночь прошла спокойно (совместно с Г. Масальским)
- 1971 — Полвека в кино
- 1972 — Диалог о картошке
- 1972 — Край криничный (в соавторстве)
- 1972 — Падая и уставая (совместно с Г. Шингером)
- 1972 — Полесские колядки (совместно с М. Беровым)
- 1972 — Я работаю водителем
- 1973 — Балтийцы
- 1973 — Пассажир, автомобиль, дорога
- 1973 — Право на победу
- 1974 — Вместе (в соавторстве)
- 1974 — Где боролись вместе (совместно с В. Орловым)
- 1974 — Косые майские дожди
- 1974 — От Галки, Димы, Броника
- 1974 — От старта до финиша (совместно с А. Зубрицким)
- 1974 — Суворовцы (совместно с А. Мячинским)
- 1975 — Автомобиль на зимней стоянке
- 1974 — Драугас — дружба (в соавторстве)

Режиссёр
- 1961 — Болгарские встречи
- 1961 — В гостях у друзей
- 1961 — Встреча героев Бреста (совместно с В. Шелегом)
- 1962 — Возмездие
- 1963 — Город становится светлее
- 1964 — Экран, время, жизнь
- 1965 — День великой Победы (совместно с В. Шаталовым)
- 1965 — Ярмарка в Лейпциге (совместно с В. Шаталовым)
- 1966 — Идёт футбольный матч
- 1966 — По дорогам Белоруссии
- 1967 — Дунай, Дунай
- 1968 — Испытание (совместно с Р. Ясинским)
- 1968 — Штрихи к портрету (в соавторстве)
- 1969 — В добрый путь
- 1971 — Ночь прошла спокойно
- 1971 — Полвека в кино
- 1972 — «Беларусьфильм» показывает
- 1973 — Слово о партбилете

## Награды и звания
- медаль «За оборону Москвы» (1944)[4];
- медаль «Партизану Отечественной войны» I степени (16 июля 1944 года)[4];
- медаль «За победу над Германией в Великой Отечественной войне 1941—1945 гг.» (1945)[8];
- орден Отечественной войны II степени (12 мая 1945)[4];
- заслуженный деятель искусств БССР (1964)[6];
- орден Трудового Красного Знамени (1967)[2];
- орден Октябрьской Революции (1976)[2].